# ادامو، بخش گرادزیسک ادماومازوکی
ادامو، بخش گرادزیسک ادماومازوکی (به لاتین: Adamów, Grodzisk Mazowiecki County) در لهستان است که در Gmina Grodzisk Mazowiecki واقع شده‌است.